# フランシス・エジャートン (第8代ブリッジウォーター伯爵)

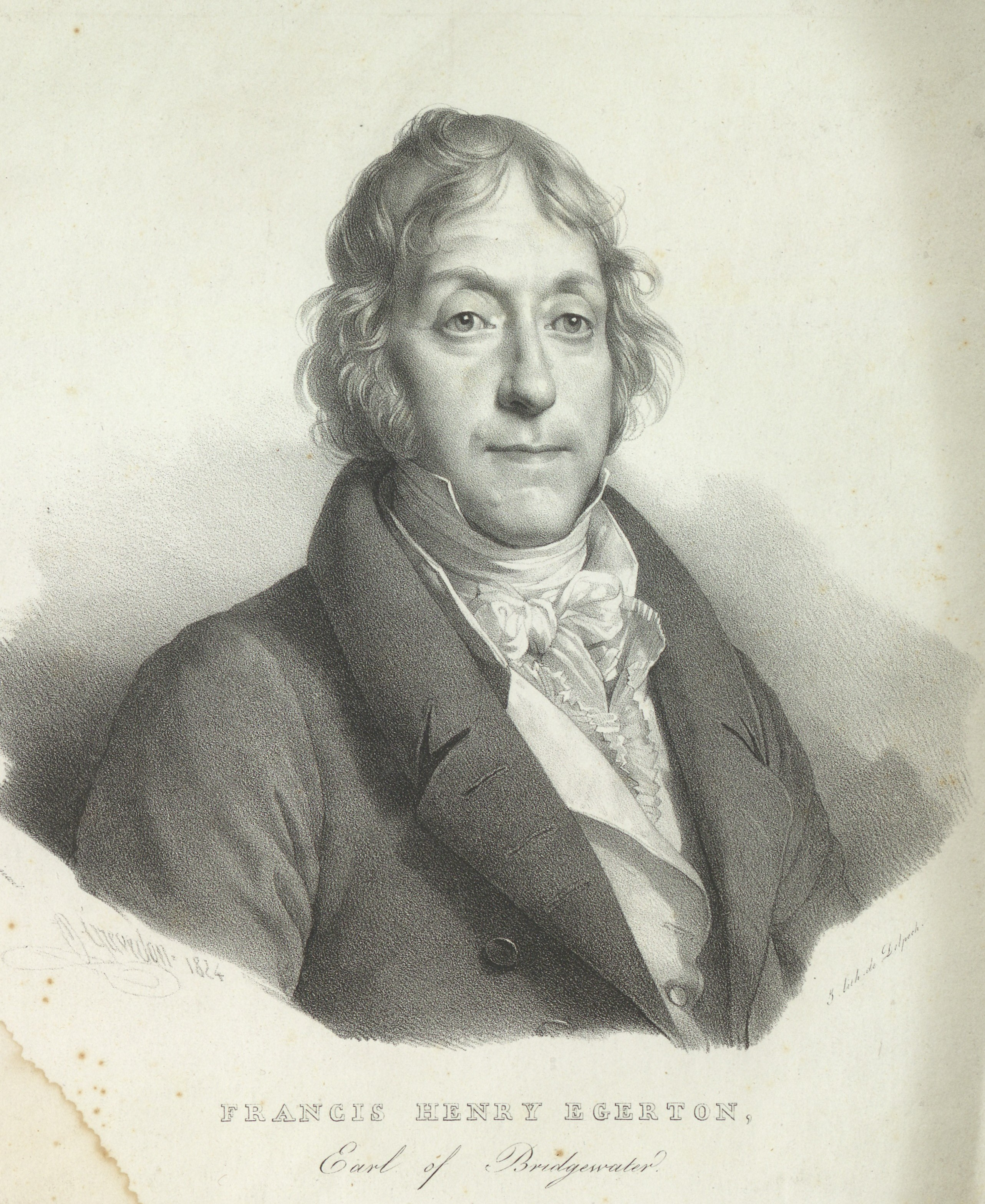
Francis Henry Egerton, 1824

第8代ブリッジウォーター伯爵フランシス・エジャートン（Francis Henry Egerton, 8th Earl of Bridgewater、1756年11月11日 - 1829年2月11日）はイギリスの貴族。1823年にブリッジウォーター伯爵位を継承した。

## 家系
第3代ブリッジウォーター伯爵、ジョン・エジャートンが曽祖父にあたる。祖父はヘレフォードの司教、父親はダラムの司教であった。1803年に第3代ブリッジウォーター公爵(第6代ブリッジウォータ伯爵)のフランシス・エジャートンは子供がないまま死去。ブリッジウォーター公爵位は廃絶したが、ブリッジウォーター伯爵位は血統的に傍流にあたる兄ジョン・エジャートンが継承した（第7代ブリッジウォーター伯爵）。兄にも子供がいなかったので、1823年に爵位と資産を引き継ぎ、第8代ブリッジウォーター伯爵となった。母方の祖父は初代ケント公、ヘンリー・グレイである。

## 略歴
ロンドンで生まれた。パブリック・スクールのイートン・カレッジを卒業した後、オックスフォード大学のクライスト・チャーチで学んだ。オール・ソウルズ・カレッジのフェローとなり、1781年に王立協会のフェローとなった。1791年にはロンドン考古協会のフェローとなった。
学問の分野では1812年に、伯爵家の屋敷のある地域の地下水路に関する論文、"Description du Plan Incliné Souterrain"を発表した。大英博物館にフランスやイタリアの文芸に関する古文書を寄付し、さらに大英博物館に、文献を購入する資金を提供した。王立協会に基金を遺し、"創造の中に示される、神の力と知恵と善良さ"に関する論文集を出版するように遺言し、8人の科学者が論文を執筆し出版された。後半生はパリで暮らし、パリで没した。結婚せず、ブリッジウォーター伯爵家は途絶えた。

## ブリッジウォーター作品（Bridgewater Treatises）
エジャートンの遺した資金で、次の8作品が1833年から1840年の間に出版された。
- トーマス・チャーマーズ (Thomas Chalmers):"The Adaptation of External Nature to the Moral and Intellectual Condition of Man"（『外的自然の人間の道徳的・知的状況への適応』）
- ジョン・キッド（John Kidd）: "On The Adaptation of External Nature to the Physical Condition of Man"（『外的自然の人間の身体的状況への適応』）
- ウィリアム・ヒューウェル（William Whewell）"Astronomy and General Physics considered with reference to Natural Theology"（『自然神学の観点からの天文学・一般物理学』）
- チャールズ・ベル（Sir Charles Bell）:"The hand, its Mechanism and Vital Endowments as evincing Design"（『手：意図されたデザインとしての仕組みと有用性』）
- ピーター・マーク・ロジェ（Peter Mark Roget）:"Animal and Vegetable Physiology considered with reference to Natural Theology"（『自然神学からみた動植物の生理学』）
- ウィリアム・バックランド（William Buckland）:"Geology and Mineralogy considered with reference to Natural Theology"（『自然神学からみた地質学、鉱物学』）
- ウィリアム・カービー（William Kirby）:"On the History, Habits and Instincts of Animals"（『動物のヒストリー、習性、本能について』）
- ウィリアム・プラウト（William Prout）:"Chemistry, Meteorology, and the Function of Digestion, considered with reference to Natural Theology"（『自然神学からみた化学、気象学、消化作用』）

## 奇行
パリ時代にいくつかのエジャートンの奇行が伝えられている。犬を客にした晩餐会を開き、集められた犬たちは最新のファッションの衣装を着せられ、小さな靴をはかされた。エジャートンは毎日、新しい靴に履き替え、脱ぎさった靴を並べ、日数の記録にした。庭に、羽を切った鳩を放し、衰えた視力でも射撃の的にできるようにしたなどの逸話が伝えられている。